# Аргудяєва Юлія Вікторівна
Аргудяєва Юлія Вікторівна (Аргудяева Юлия Викторовна) (02.11.1936, Хабаровськ) — російська етнограф та етнолог, доктор історичних наук. Закінчила середню школу на ст. Манзовка Чернігівського р-ну Приморського краю та історичний факультет Далекосхіднього державного університету (1959).
У 1959–62 працювала ст. лаборантом відділу історії Далекосхідньої філії Сибірського відділення Академії наук СРСР (Владивосток), у 1962–63 — ст. лаборантом відділу зарубіжного Сходу Бурятського комплексного науково-дослідного інституту Сибірського відділення АН СРСР (Улан-Уде). У 1963–66 навчалася в аспірантурі Інституту етнографії ім. М. Миклухо-Маклая АН СРСР у Москві. У 1968 захистила кандидатську дисертацію за темою «Сімейний побут промислових робітників Кабанського району Бурятської АРСР у його зв'язках з побутом навколишнього сільського населення».
Від 1967 працювала у відділі історії, археології та етнографії Далекосхідньої філії СО АН СРСР (згодом — Інститут історії, археології та етнографії народів Далекого Сходу Далекосхіднього відділення АН СРСР) спочатку молодшим, у 1981–86 — ст. науковим працівником сектору етнографії та історії. У 1986—1991 — ст. науковий працівник сектору соціології Інституту економіки океану Далекосхіднього відділення АН СРСР. У 1991–95 — ст. науковий працівник відділу етнографії Інституту історії, археології та етнографії народів Далекого Сходу Далекосхіднього відділення Російської академії наук. Від 1995 — керівник Центру слов'янознавства, від 2004 — завідувач відділу етнографії, етнології та антропології Інституту історії, археології та етнографії народів Далекого Сходу.
У 2002 в Інституті етнології та антропології ім. М. Миклухо-Маклая (Москва) захистила докторську дисертацію за темою «Старообрядці на Далекому Сході Росії: етнокультурний розвиток у другій половині ХІХ — початку ХХ ст.». Наукові інтереси стосуються традиційної та сучасної етнографії східно-слов'янського населення Далекого Сходу, між іншим конфесійних груп росіян (старообрядці, молокани, духобори), російських емігрантів у Китаї (селяни-старообрядці, козаки), етносоціології, історичної демографії, гендерної антропології. Є науковим керівником ряду програм Центру слов'янознавства та наукових напрямків відділу етнографії, етнології та антропології — «Культура та побут етнографічних груп східних слов'ян Примор'я» (1994–96), «Формування регіональної культури східнослов'янського населення Далекого Сходу Росії» (1993–95), «Росіяни на півдні Далекого Сходу Росії: етнічна та етнокультурна історія» (1996–98), «Роль східних слов'ян у формуванні постійного населення півдня Далекого Сходу Росії: етнографічний та історико-демографічний аспекти (середина ХІХ — 80–ті рр. ХХ ст.)» (1994–98), «Росіяни в Амурщині та Приморщині: етнічна історія, умови життєдіяльності, розвиток традиційної культури (середина ХІХ — ХХ ст.)» (1999—2003). Керівник підготовки колективної монографії «Історія та культура російського населення півдня Далекого Сходу Росії (середина ХІХ — початок ХХ ст.)».
Член Президії Асоціації етнографів та антропологів Росії (1997–99), голова Приморського крайового відділу Наукового товариства етнографів та антропологів (1999—2001). Одною з перших у 1960-х почала глибоке етнографічне дослідження українського населення Далекого Сходу. Цілком справедливо, за підсумками досліджень О. Меньщикова, дійшла висновку про домінування українців у сільському населенні Приморщини та, значною мірою, Амурщини і внаслідок цього — про значний вплив української традиційної культури на культуру і побут сучасного сільського населення Зеленого Клину. На початку 1990-х була членом Товариства української культури Приморського краю. Учасниця ІІ Міжнародної науково-практичної конференції «Українці на Далекому Сході: історія та сучасність» (Владивосток, 2008). Автор близько 200 наукових праць, між іншим — 5 індивідуальних та 5 колективних монографій. Читає у ВИШах Владивостоку курси з етнографії східніх слов'ян Далекого Сходу та народів Азійсько-Тихоокеанського регіону, з етносоціології та соціології сім'ї, гендерної антропології та гендерної соціології, демографії тощо.
Твори:
- Свадебная обрядность украинцев Приморья (конец ХIХ — начало ХХ вв.). М., 1979
- Традиционная обрядность у украинцев Партизанской долины. Владивосток, 1981
- Крестьянская семья украинцев в Приморье (80-е гг. ХIХ — начало ХХ вв.). М., 1993
- Украинцы // Приморский край. Краткий энциклопедический справочник. Владивосток, 1997
- Крестьянская семья у восточных славян на юге Дальнего Востока России (50–е годы ХIХ в. — начало ХХ в.). М., 1997
- Старообрядцы на Дальнем Востоке России. М., 2000
- Семья и семейный быт у русских крестьян на Дальнем Востоке России во второй половине ХIХ — начале ХХ в. Владивосток, 2001
- К вопросу об истории заселения Приморья славянами (60-е годы ХIХ в. — начало ХХ в.) // История и культура народов Дальнего Востока. Южно-Сахалинск, 1973
- Путешествующие топонимы // Филология народов Дальнего Востока (Ономастика). Владивосток, 1977
- К вопросу об этнической истории населения Артемовской долины Приморского края (80-е гг. ХIХ — 70-е гг. ХХ в.) // Этнография и фольклор народов Дальнего Востока СССР. Владивосток, 1981. С.64–65
- Структура крестьянских семей в Приморье (60-е гг. ХIХ — начало ХХ в.) // Социально-экономическое развитие дальневосточной деревни (дореволюционный период). Владивосток, 1982. С.51–63
- Свадебная обрядность украинского населения Приморья // Национальные традиции в культуре народов Дальнего Востока. Владивосток, 1987
- Топонимы Приморья как источник по истории формирования населения края // Исторические названия — памятники культуры. Владивосток, 1992. С.9–13
- Формирование восточнославянского сельского населения Приморья (60-е гг. ХIХ — начало ХХ в.) // Исторический опыт освоения восточных районов России. Кн.2. Владивосток, 1993. С.33–36
- Проблемы этнической истории восточных славян Приморья и Приамурья // Славяне на Дальнем Востоке: проблемы истории и культуры. Южно-Сахалинск, 1994. С.19–28
- Семья и брак у восточнославянского крестьянства Приморья // Культура Дальнего Востока России и стран АТР. Владивосток, 1994. Вып.1. С.45–52
- Быт и культура крестьян Сучанской долины в Приморье (конец ХIХ — начало ХХ в.) // Этнос и культура. Владивосток, 1994. С.23–38
- Переселение крестьян на Амур в 1859—1861 гг. // Гродековские чтения. Тез. научно-практ. конф. Хабаровск, 1996
- Миграция и расселение восточных славян на юге Дальнего Востока // Народонаселенческие процессы в региональной структуре России ХVIII–ХХ вв. Новосибирск, 1996. С.104–108
- Роль региональных и этноконфессиональных групп восточных славян в формировании населения Дальнего Востока // Дальний Восток в контексте мировой истории: от прошлого к будущему. Владивосток, 1996. С.111–112
- Этническая и социально-демографическая структура сельской семьи у восточнославянского населения южных районов Дальнего Востока России // Дальний Восток России в контексте мировой истории: от прошлого к будущему. Материалы международной научной конференции. Владивосток. 1997. С.6
- Влияние окружающей среды на быт восточнославянского крестьянства в Приморье (конец ХIХ — начало ХХ в.) // Этнос и природная среда. Владивосток, 1997
- Демографическая ситуация и демографическое поведение крестьян у восточных славян Дальнего Востока России (60-е годы ХIХ — начало ХХ в.) // Вопросы социально-демографической истории Дальнего Востока в ХХ в. Владивосток, 1999
- Пища в бытовой культуре русских, украинцев и белорусов Приморья // Многонациональное Приморье: история и современность. Владивосток, 1999. С.88–93
- Этнодемографическая история украинцев в сельских районах Дальнего Востока (вторая половина ХІХ — начало ХХ вв.) // Украинцы на Дальнем Востоке: история и современность. Владивосток, 2008